# 羅馬 (喬治亞州)
羅馬（英語：Rome）是美國喬治亞州弗洛伊德縣的縣治和最大城市。埃托瓦河和奧斯塔諾拉河在這裡交匯形成庫薩河。其地理上的優勢使得它成為馬斯科吉人和切羅基人的重要據點。
1834年，国会通过了《印第安人迁移法案》，联邦政府承诺将切罗基人和其他美国原住民从东南部迁移出去，罗马由此建立。它在埃托瓦河和乌斯塔诺拉河交汇处的前土著领土上发展，这两条河共同形成了科萨河。由于其战略优势，该地区长期被历史悠久的克里克人所占据。后来，切罗基人从他们的传统家园向东部和东北部扩张到这个地区。在1838年印第安人迁移之前，里奇少校和约翰·罗斯等原住民领导人居住在这里。
这座城市在七座山丘上发展起来，河流在它们之间流淌，这一特征启发了早期的欧美定居者以罗马命名，罗马是意大利的长期首都，也建在七座山上。由于其优越的河流地理位置，美国的罗马在南北战争前发展成为一个市场和贸易城市。它将丰富的地区棉花商品作物运往墨西哥湾沿岸的市场，并出口到海外。
20世纪20年代末，一家美国公司与一家意大利公司在一个联合项目中建造了一家人造丝厂。1929年，意大利向该项目和美国城市罗马致敬，当时贝尼托·墨索里尼赠送了一尊罗穆卢斯和雷穆斯从母狼身上哺乳雕像的复制品，这是原始罗马建国神话的象征。
它是亚特兰大、伯明翰和查塔努加之间由州际公路界定的三角区中心附近最大的城市。它已经发展成为医疗和教育领域的区域中心。除了公立学校系统外，它还有几所私立学校。高等教育机构包括私立贝里学院和肖特大学，以及公立的佐治亚西北技术学院和佐治亚高地学院。

## 历史

### 原住民时代
罗马地区的克里克阿比卡部落后来成为上克里克人的一部分（他们占领了北克里克地区，称自己为穆斯科吉人）。他们与其他克里克部落合并，成为乌里巴哈利人，后来他们向西迁移到的阿拉巴马州的加兹登地区。到18世纪中叶，讲易洛魁语的切罗基人已经迁入并占领了这一地区。他们在从东部领土穿越阿巴拉契亚山脉的美国人定居的压力下，从田纳西州地区向下迁移。
18世纪末，在美国独立战争期间和之后的切罗基-美国战争期间（1776-94），有一个名为埃托瓦（切罗基语：ᎡᏙᏩ，罗马化：Etowa）的切罗基人村庄定居在这个地区，意思是“科萨河首领”。几位切罗基部落领导人定居在这里，并开发了自己的棉花种植园，其中包括酋长里奇少校和约翰·罗斯。一些切罗基种植园主和东南部部落的其他人购买了被奴役的非裔美国人，作为这些种植园的劳工。
20世纪，里奇之家被保留为酋长之家。它已被国家改建为酋长博物馆。它被用来解释切罗基人在该地区的历史，尤其是里奇少校。
18世纪，欧洲对美洲鹿皮的高需求导致了印第安猎人和白人商人之间的贸易活跃。库萨切罗基酋长接纳了一些白人商人和一些定居者（主要来自英国殖民地佐治亚州和卡罗来纳州）。后来，传教士和更多的定居者加入了进来。美国独立战争后，大多数新定居者来自1763年公告线以东的佐治亚州地区。
1793年，为了应对切罗基人对田纳西州的突袭，田纳西州州长约翰·塞维尔在默特尔山附近领导了一场报复性突袭，即所谓的海托华战役。
1802年，美国和佐治亚州签署了1802年契约，佐治亚州将其声称拥有的西部土地（可追溯到其殖民宪章）出售给美国。作为回报，联邦政府同意无视切罗基人的土地所有权，并将所有切罗基族人从佐治亚州驱逐出去。驱逐切罗基人的承诺并没有立即执行，约翰·罗斯酋长和里奇少校领导了反驱逐斗争，包括几起联邦诉讼。
1813年克里克内战期间，大多数切罗基人站在下克里克印第安人一边，他们更容易被同化，更愿意与欧洲裔美国人打交道，反对红棍（上克里克人）。由于他们与白人生活得更加孤立，他们保持着强烈而保守的文化传统。在切罗基人迁移到库萨首领之前，里奇酋长指挥着一个勇士连，作为田纳西州民兵的一个单位，罗斯酋长担任副官。这支切罗基部队由美国少校安德鲁·杰克逊全面指挥，并支持上克里克人。他们是克里克人的一部分，他们采用了更多的欧美习俗，与美国定居者更加一致。克里克战争发生在1812年美英战争中。
1829年，欧裔美国人在佐治亚州达洛内加附近发现了黄金，引发了美国的第一次淘金热。国会通过的1830年《印第安人迁移法案》履行了1802年的契约，这与黄金的发现和白人定居这片土地的愿望有关，也与安德鲁·杰克逊总统承诺迁移美洲原住民以促进白人的发展有关。
甚至在1831年迁移开始之前，佐治亚州议会就通过了一项立法，声称对佐治亚州西北部的所有切罗基人土地拥有主权。整个地区被称为切罗基县；次年，议会将该地区组织为21世纪仍然存在的九个县。

### 建城时期
1834年，随着越来越多的欧洲裔美国人在乔治亚州定居，罗马建立。创始人是丹尼尔·米切尔上校、扎哈里亚·哈格罗夫上校、菲利普·亨菲尔少校、威廉·史密斯上校和约翰·兰普金（州长威尔逊·兰普金的侄子）；大多数是1812年战争的退伍军人。他们在阿罕布拉举行了一场绘画，以确定新城的名字，米切尔上校提交了罗马的名字，因为该地区的山丘和河流。米切尔的意见书被起草，佐治亚州议会于1835年特许罗马为官方城市。县城随后从利文斯顿村向东迁至罗马。
由于整个地区仍主要由切罗基人占据，这座城市的发展是为了满足新的棉花经济的农业需求。18世纪末轧棉机的发明使短绒棉的加工有利可图。与海群岛和低地地区种植的棉花相比，这种棉花在高地地区生长得最好。
佐治亚州的大部分高地被开发为后来被称为黑带的地区，以肥沃的土壤命名。种植园主带来或购买了许多被奴役的非裔美国人，作为劳动密集型作物的工人。主要的切罗基人参与了棉花作为商品作物的种植，棉花很快取代了鹿皮贸易，成为该地区的财富来源。1836年，第一艘汽船驶过库萨河抵达罗马，缩短了棉花贸易的上市时间，加快了罗马和墨西哥湾沿岸新奥尔良之间的旅行速度，墨西哥湾沿岸是棉花出口的主要港口。
到1838年，切罗基人已经没有抵抗驱逐的法律选择了。他们是最后一个在“眼泪之路”上被强行迁移到印第安领地（今俄克拉荷马州）的东南部主要部落。切罗基人被驱逐后，他们的房屋和企业被白人接管，大部分财产通过土地彩票分配。
罗马经济持续增长。1849年，通往金斯顿的西部和大西洋铁路的18英里（29公里）铁路支线完工，大大改善了东部的交通。这条路线后来在20世纪修建了佐治亚州293号公路。到1860年，该市人口已达4010人，县人口为15195人。

### 内战时期
罗马的钢铁厂在内战期间是一个重要的制造中心，为联盟国提供了许多大炮和其他武器。1863年4月，联盟国将军内森·贝德福德·福雷斯特（Nathan Bedford Forrest）保卫了这座城市，抵御了联邦上校阿贝尔·斯特莱特（Abel Streight）从现代阿拉巴马州雪松崖以东地区发动的“闪电骡”袭击。福雷斯特诱骗斯特赖特上校在离罗马仅几英里的地方投降。意识到他们的脆弱性，罗马市议会拨款3000美元建造了三座防御工事。尽管这些堡垒在1863年10月投入使用，但随着战争的进行，加强堡垒的努力仍在继续。这些堡垒以在战斗中牺牲的罗马人的名字命名：阿塔韦堡位于奥斯塔瑙拉河西岸，诺顿堡位于奥斯塔瑙拉河东岸，斯托瓦尔堡位于埃托瓦河南岸。后来，联盟国在库萨河北侧至少又建造了一座堡垒。

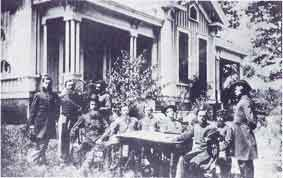
范德维尔和他的军官们在罗马

1864年5月，联邦将军杰斐逊·戴维斯在威廉·特库姆塞·舍曼少将的指挥下，进攻并占领了罗马，当时被侧翼包围的联盟守军在塞缪尔·吉布斯-弗兰奇少将的指挥下撤退了。联邦将军威廉·范德维尔驻扎在罗马，在那里拍摄的照片中，他和他的幕僚们合影留念。由于罗马的堡垒和钢铁厂，包括制造大炮，在谢尔曼穿越佐治亚州夺取和摧毁联盟国资源的过程中，罗马是一个重要的目标。戴维斯的部队占领了罗马几个月，修复了受损的堡垒，并短暂驻留谢尔曼将军。1864年11月11日，根据谢尔曼的第120号特别野战命令，联邦军队摧毁了罗马的堡垒、钢铁厂、通往金斯顿的铁路线，以及任何其他可能对南方战争有用的物资，然后他们从罗马撤军参加了谢尔曼向大海进军。

### 重建时期

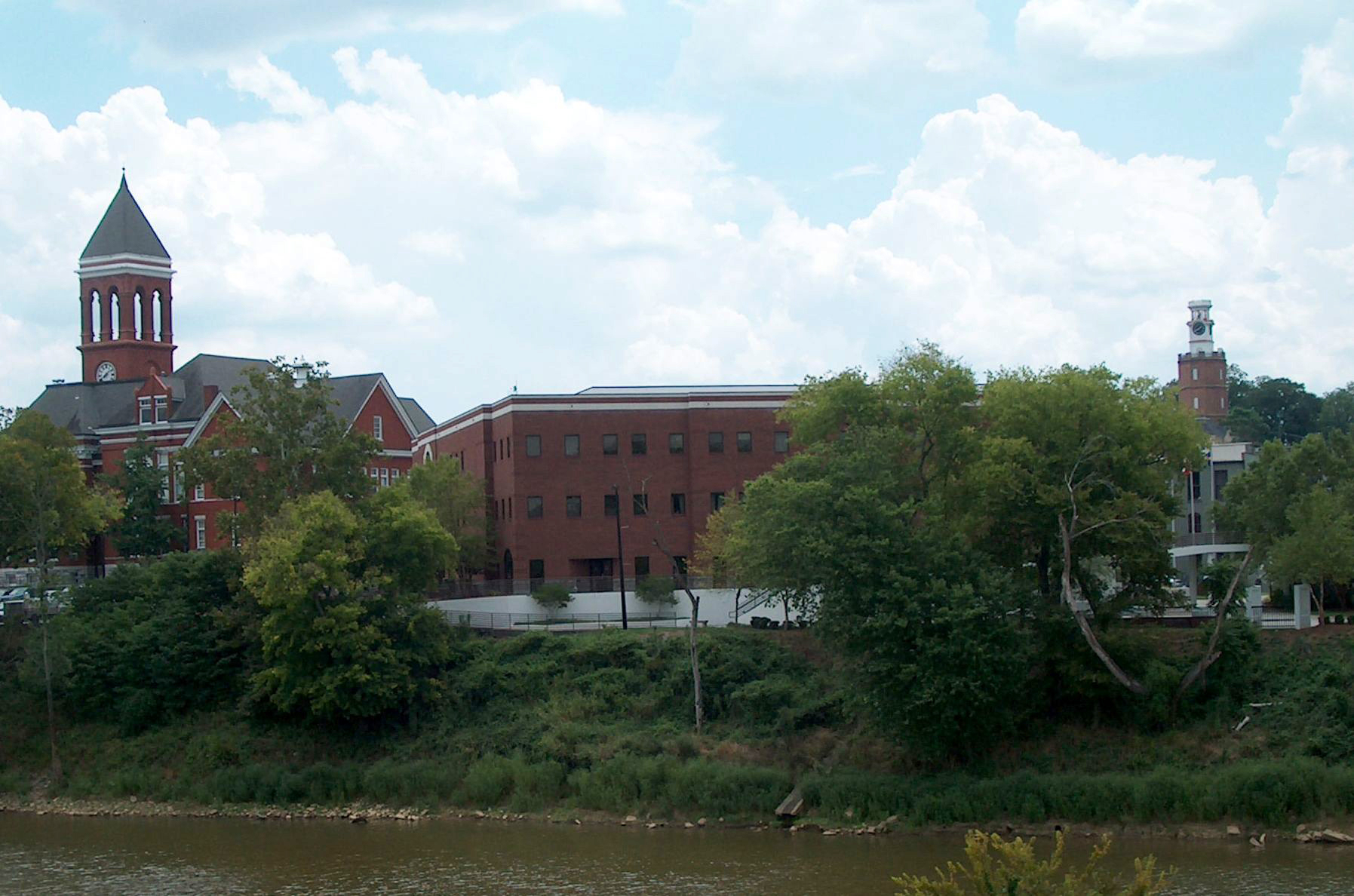
沿着奥斯塔瑙拉河可以看到右侧尼利山上的钟楼

1871年，罗马在尼利山建造了一个水箱，可以俯瞰市中心。后来，这座水箱被改造成从城市的许多地方都能看到的钟楼。自那以后，它一直是该镇的标志性地标，并出现在该市的徽章和当地商业标志中。因此，尼利山也被称为塔或钟楼山。
在重建期间，州立法机构于1868年首次授权公立学校，并指定了一些资金来支持它们。该市建立了第一所公立学校。由于资金有限，学校实行种族隔离，上课时间往往很短。此外，许多家庭依靠孩子从事农业和其他基本的生存工作。自由人被授予了选举权，并倾向于加入亚伯拉罕·林肯总统的共和党，后者解放了他们。废除奴隶制需要重新安排有偿劳动。
由于罗马位于河边，偶尔会遭受严重的洪水。1886年的洪水淹没了这座城市，以至于一艘汽船沿着布罗德街行驶。1891年，根据美国陆军工兵部队的建议，佐治亚州议会修订了罗马宪章，成立了一个委员会来监督河堤的建设，以保护该镇免受未来洪水的侵袭。19世纪90年代末，采取了额外的防洪措施，包括将布罗德街的高度提高了约15英尺（4.6米）。因此，罗马许多历史建筑的原始入口和底层被覆盖，不得不用作地下室。

### 20世纪
20世纪初，佐治亚州议会批准了一项宪章，为该市建立了一种委员会-经理形式的政府，这是一种在团队中增加管理专业人员的改革理念。

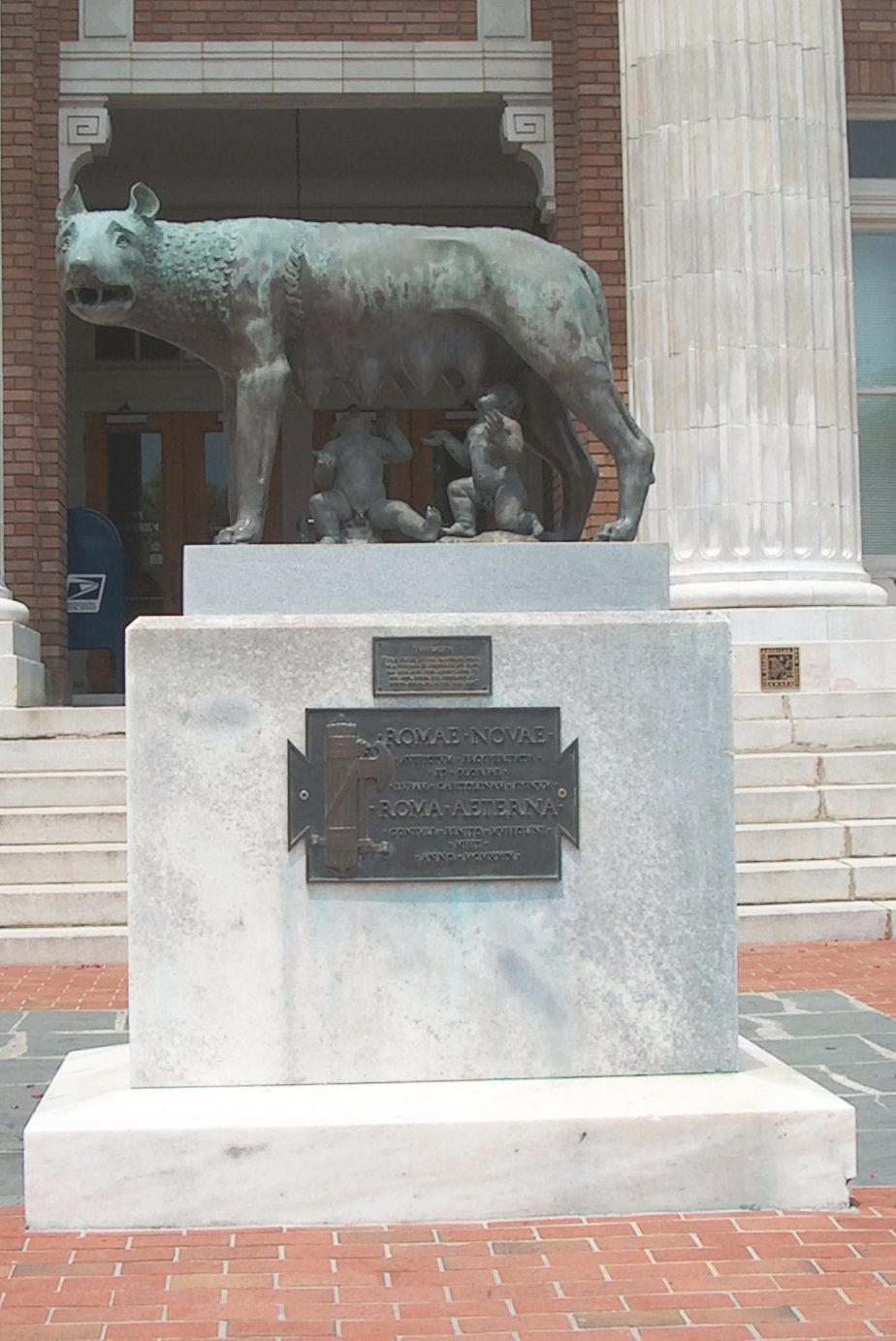
母狼育婴雕像

1928年，美国查狄伦公司开始在罗马建造人造丝工厂；这是与意大利查狄伦公司的联合商业努力。意大利总理贝尼托·墨索里尼从古罗马广场送来一块大理石，上面刻着“从旧罗马到新罗马”，用作新人造丝厂的基石。1929年人造丝工厂完工后，墨索里尼向美国罗马致敬，赠送了一件母狼育婴雕塑的青铜复制品，描绘了罗穆卢斯和雷穆斯的哺乳。这座雕像被放置在佐治亚州泰特出产的白色大理石基座上，位于市政厅前，上面刻着一块黄铜匾：
1929年贝尼托·墨索里尼执政期间，这座卡比托利欧狼雕像被从古罗马送到新罗马，预示着繁荣和荣耀。
1940年，由于第二次世界大战，反意大利情绪变得如此强烈，以至于罗马市委员会将雕像移至仓库以防止蓄意破坏。他们用美国国旗取而代之。1952年，该市将雕像恢复到市政厅前的原来位置。

#### 大萧条时期
在罗马，大萧条的影响明显不如美国其他大城市严重。由于罗马是一个农业城镇，因此可以在周边地区种植粮食。罗马的纺织厂继续运营，为白人提供了稳定的工作岗位，作为应对大萧条经济困难的缓冲。
大萧条之前，南方出现了“棉花大萧条”。这在20世纪20年代中期到达罗马，导致许多农民搬走、出售土地或转而种植玉米等其他农作物。农场工人流离失所，许多非裔美国人在大迁徙中离开了该地区，在城市寻找工作，包括北部和中西部的城市。棉花作物正被棉铃象甲摧毁，这是一种1915年从路易斯安那州入侵佐治亚州的小昆虫。棉铃象甲摧毁了许多棉花田，抑制了罗马的经济。
许多家庭在艰难的财务时期苦苦挣扎。工作机会稀缺，食品和基本商品价格上涨。联邦“邮政员工减薪15%，并自愿再减少10%的工作时间，以挽救替代员工的工作，否则他们将被赶出工作岗位。”在为穷人筹款的活动中，较富裕的居民购买了当地表演者表演的门票；车费支付给杂货商，他们制作成箱食物，以折扣价卖给有需要的家庭。:409
在一个为失业男性提供就业机会的私人“工程项目”中，老S·H·史密斯决定取代阿姆斯特朗酒店。拆除后，他雇佣了许多人帮助建造了位于布罗德街和东二街拐角处的高耸的灰石酒店。《罗马新闻论坛报》于1933年11月30日报道，当地建筑许可证的增加总额为95,800美元；其中，老S·H·史密斯投资了85,000美元用于建造格雷斯通酒店。1936年，他增建了格雷斯通公寓。:412,415

## 地理

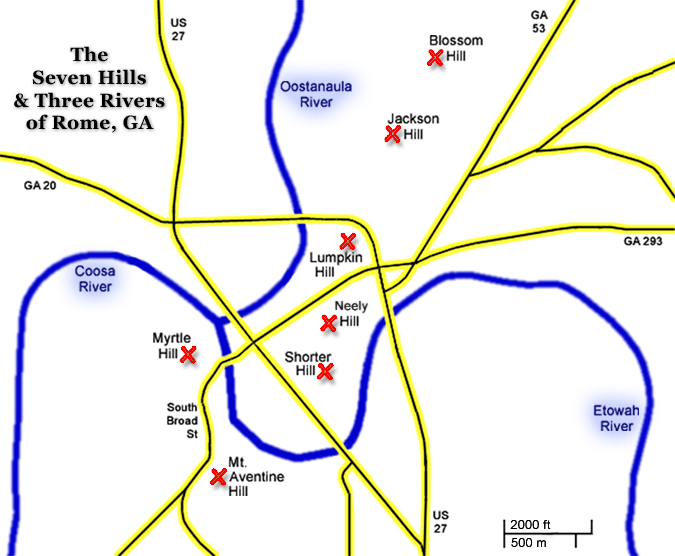
贯穿罗马的七座山和三条河流

罗马位于埃托瓦河和奥斯塔瑙拉河的交汇处，形成了库萨河。这使这座城市能够进入水道，这是那个时代的主要交通路线。由于这一水景，罗马发展成为一个区域贸易中心，最初以“棉花国王”为基础。随着该地区棉花种植园的发展，罗马成为一个越来越重要的集镇，将商品运往下游的其他市场。它被指定为弗洛伊德县的县城。
根据美国人口普查局的数据，该市总面积为31.6平方英里（81.9平方公里），其中30.9平方英里（80.1平方公里）为陆地，0.73平方英里（1.9平方公里）或2.29%为水域。
启发罗马名字的七座山被称为布洛松、杰克逊、兰普金、阿文廷山、桃金娘、老支柱和尼利山（后者也被称为塔山或钟楼山）。自罗马建立以来，一些山丘已经部分平整化。

### 气候
该地区的气候特点是气温相对较高，全年降水分布均匀。根据柯本气候分类，罗马属于湿润的亚热带气候，气候图上为Cfa。

## 人口

### 2020年数据
截至2020年美国人口普查，该市有37,713人、14,169户家庭和8870个家庭居住。其中非拉丁裔白人47.65%，拉丁裔19.67%，非裔26.57%，亚裔1.97%，原住民0.20%。

### 2000年数据
根据2000年的人口普查，该市有34,980人、13,320户和8431个家庭居住。人口密度为每平方英里1190.5人（459.7人/km2）。14508套住房平均每平方英里493.7套（190.7人/km2）。该市的种族构成为63.12%为白人，27.66%为非裔美国人，1.42%为亚裔，0.39%为美洲原住民，0.16%为太平洋岛民，5.61%为其他种族，1.64%为两个或多个种族。任何种族的西班牙裔或拉丁裔占人口的10.35%。
在13,320户家庭中，29.1%的家庭有18岁以下的子女居住，41.2%的家庭是同居的已婚夫妇，17.0%的家庭是丈夫不在的的女户主，36.7%不是家庭。约30.9%的家庭由个人组成，14.1%的家庭有65岁或以上的独居者。平均住户人数为2.47人，平均家庭人数是3.07人。
年龄分布为18岁以下24.2%，18至24岁12.1%，25至44岁27.7%，45至64岁20.1%，65岁或以上15.9%。中位年龄为35岁。每100名女性中，有90.2名男性。每100名18岁及以上的女性中，就有86.2名男性。
住户收入中位数为30,930美元，而家庭收入中位数则为37,775美元。男性的收入中位数为30,179美元，而女性为22,421美元。该市的人均收入为17,327美元。约15.3%的家庭和20.3%的人口生活在贫困线以下，其中18岁以下的家庭占29.1%，65岁及以上的家庭占16.3%。

## 经济
罗马长期以来一直具有经济多样性的优势，其经济建立在制造业、教育、医疗保健、技术、旅游业和其他行业之上。1954年，通用电气建立了一家制造中型变压器的工厂。20世纪60年代，罗马为美国在越南战争中的努力做出了贡献，当时罗马犁公司生产了罗马犁，这是美国军方用来清理丛林的大型装甲车。在20世纪后期，许多地毯厂在罗马周边地区蓬勃发展。
罗马在该地区也以其医疗设施而闻名，特别是弗洛伊德医疗中心、雷德蒙德地区医疗中心和哈尔宾诊所。与这些设施合作进行医生发展和医学教育的是佐治亚医学院西北佐治亚临床校区，该校区是佐治亚健康科学大学的一部分。
属于罗马技术产业的国家公司包括布鲁日电缆和电信公司、铃木美国制造公司、汽车零部件制造商尼顿罗马和F&P乔治亚公司、Peach State Labs以及倍耐力轮胎的北美总部。罗马的其他主要公司包括国家相互保险公司。
2020年3月，凯瑞集团宣布计划在罗马建造一座食品制造厂，耗资1.25亿美元，这是该公司有史以来最大的资本投资。

## 文化艺术
罗马的景点包括：

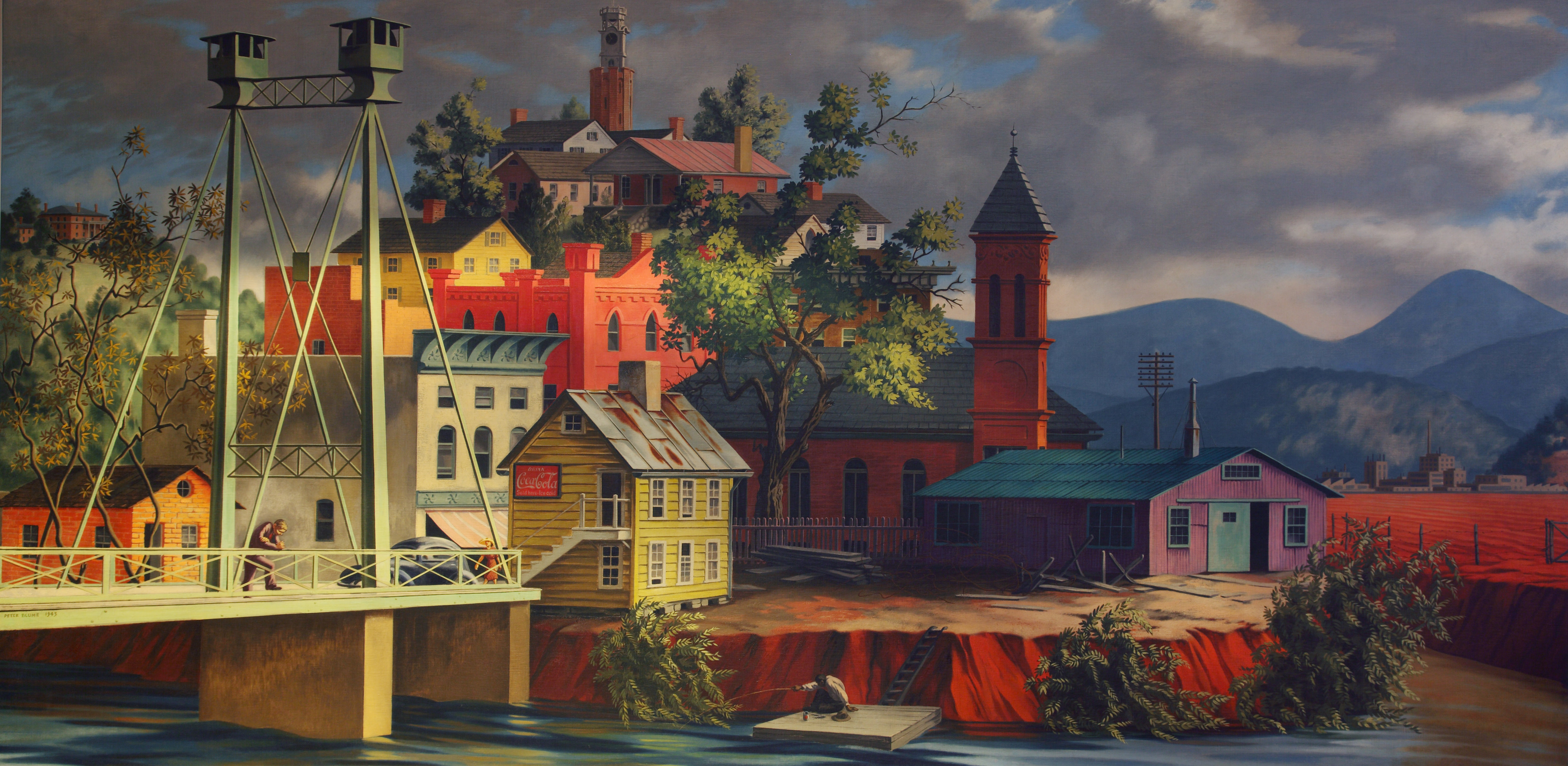
美国邮政局20世纪30年代WPA壁画，描绘了罗马周围的几个地标

- 玛莎·贝里博物馆，纪念贝里学院创始人玛莎·贝里的博物馆
- 罗马地区历史博物馆
- 酋长博物馆（Major Ridge Home），一座切罗基历史博物馆，纪念里奇少校酋长和其他领导人
- 钟楼，钟楼博物馆
- 罗马交响乐团，美国南部最古老的交响乐团[28]

佐治亚州弗洛伊德县国家史迹名录上的遗址：
- 罗伯特·巴蒂博士故居
- 贝里学院
- 河流之间的历史区
- 酋长博物馆
- 双可乐装瓶公司
- 东罗马历史区
- 埃托瓦河印第安土墩
- 弗洛伊德县法院
- 杰克逊山历史区
- 约瑟夫·福特故居
- 下大街历史街区
- 主城高中
- 马约的条锁和水坝
- 库萨河，位于罗马西南8英里
- 阿文丁山历史区
- 桃金娘山公墓
- 奥克登广场
- 罗马钟楼
- 南大街历史街区
- 沙利文-希勒故居
- 感恩浸信会
- 美国邮政局和法院
- 上大街历史街区

## 体育
自2003年以来，罗马一直是亚特兰大勇士队的High-A级附属队罗马皇帝队的所在地。罗马皇帝参加了南大西洋联盟的比赛。根据2010年公布的数据，体育旅游是罗马和弗洛伊德县的主要产业。根据大罗马会议和旅游局的报告，2010年，体育赛事为当地经济带来了超过1000万美元的收入。其中，2010年网球锦标赛为罗马经济贡献了600多万美元。
2008年至2013年，罗马举办了NAIA足球全国锦标赛。
罗马曾于2003年、2004年、2005年、2006年和2007年举办过佐治亚州自行车巡回赛。
佐治亚火焰队是一支室内足球队，作为职业室内足球联盟的成员在罗马参加比赛。
2021年6月，罗马在巴伦体育场举办了USATF户外田径锦标赛。

## 政治

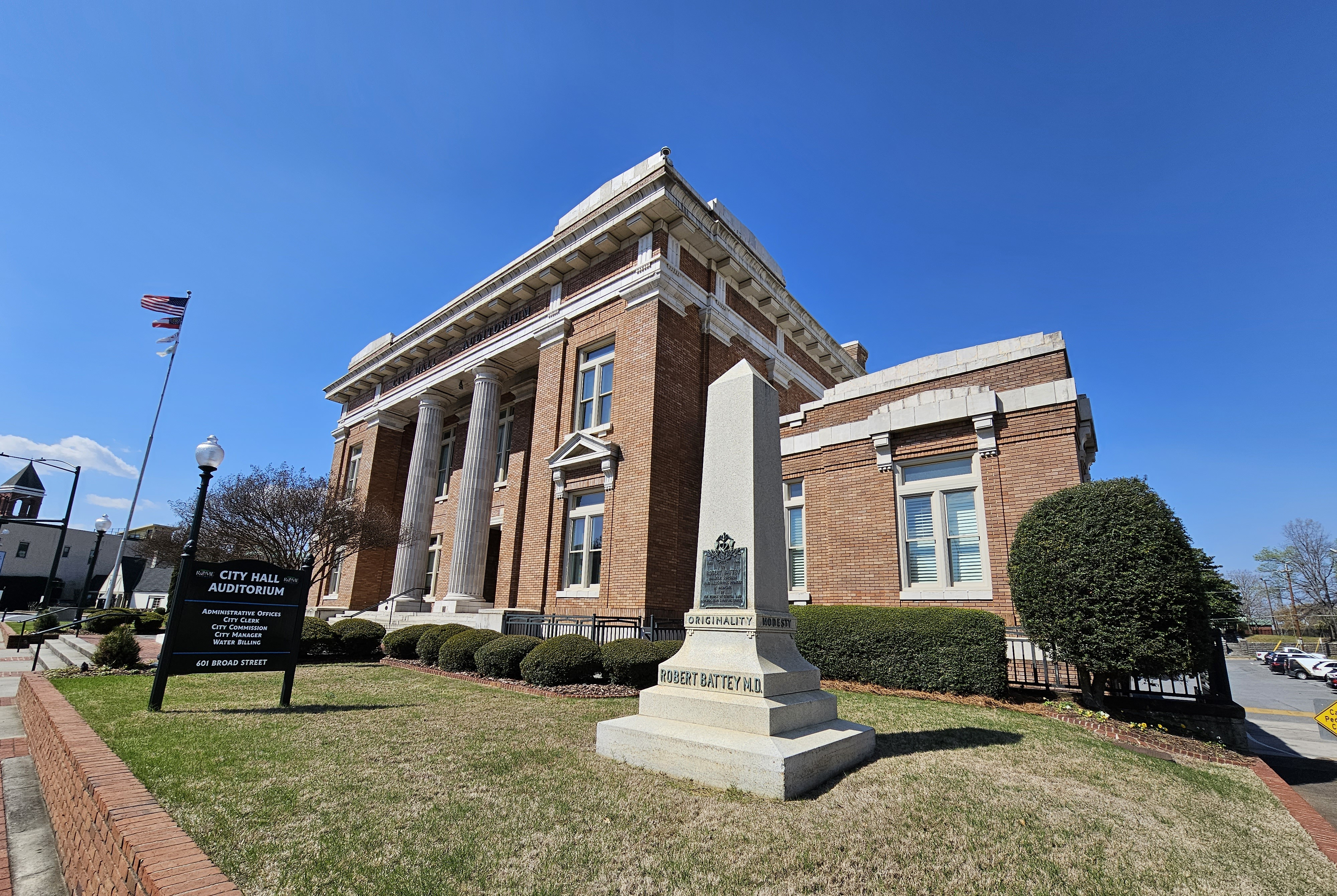
罗马市政厅

1918年，罗马市采用了委员会-经理人政府。立法机构批准的该市宪章授权由九名成员组成的市委员会和五名成员的教育委员会，在多数票的基础上同时选举产生。该市分为九个区，每个区选出一名市委员，在全市选举中选出。教育委员会候选人没有居住要求。
1966年，在1965年《选举法案》（VRA）通过后，该市经州立法机构批准修改了其章程，将选区数量从9个减少到3个，委员会成员由全体投票选出，每个选区3个，总共3个选区。候选人必须以多数票获胜，如果第一轮投票后没有出现多数票，则在每个席位的前两名候选人之间进行决选。
从1964年到1975年，立法机构批准了该市的60项合并法案，这些法案主要占用了白人占多数的地区。
与此同时，教育委员会增加到从三个选区选出的六名委员，每个选区从城市中选出两个编号的职位，需要获得多数票才能获胜，如果没有获得多数票，则需要对前两名候选人进行决选程序。委员会成员增加了居住要求。
整个提案都要根据VRA进行审查。该市质疑司法部长拒绝合并和选举制度的权力，因为原告认为，席位的减少和赢得多数席位的要求将削弱非裔美国人少数群体的投票权。1970年，该市人口为30,759人，其中白人占76.6%，黑人占23.4%。根据州宪法和以往难以进行选民登记的做法，自20世纪初以来，非裔美国人基本上被剥夺了选举权。
在罗马市诉美国案（446 U.S.156（1980））中，美国最高法院对该市的论点作出裁决，即司法部长未能批准该市对其选举制度及其合并的改变，这是错误的。（该市在1966年没有寻求对其选举制度的宪章变更的预先批准，也没有获得1964年11月1日至1975年2月10日的60项合并的批准，这两项都是法律所要求的。）
法院维持了该法案的合宪性，包括禁止无意歧视，以减轻司法管辖区可能进行故意歧视的可能性。由于这些发现，法院维持了下级法院的裁决。
在2000年的人口普查中，美国白人占人口的63.12%，非裔美国人占该市人口的27.66%，其余为其他少数民族。共有10.36%的居民被确定为任何民族的拉丁裔。由九名成员组成的委员会从其成员中选出一名市长和一名副市长，为特定任期。此外，该委员会还聘请了一名城市经理人负责日常运营。
委员会成员是从该市的三个区选举产生的；每个选区在委员会中有三个席位。所有选民投票给每个职位的候选人；候选人可以通过多数票选举产生。成员任期四年，交错选举，第一区和第三区的委员同时当选，两年后第二区的委员当选。

## 教育

### 公立学校
罗马市学区服务于整个城市范围，设有学前班至12年级，经营着七所小学，北高地小学已于2019/2020年关闭。罗马有两所中学，分别是罗马中学和罗马高中。该区有323名全职教师和5395多名学生。
弗洛伊德县学区是为城市范围以外的家庭而设的。它的两所高中不在城市范围内，但有罗马的邮政地址：阿尔穆切高中和库萨高中。

### 私立学校
罗马有几所私立学校：
- 达林顿学校是一所男女同校、大学预科和寄宿学校，成立于1905年。它提供从学前班到12年级的课程，分为初中、初中和高中。
- 团结基督教学校是一所私立基督教学校，成立于1998年。它提供从学前班到12年级的课程，每个年级有两个班。
- 贝里学院中小学部提供文理学校教师的资源和专业知识。[34]
- 罗马蒙特梭利学校是一所男女同校的学校，所有年级都遵循蒙特梭利课程。它于1980年开业。它提供学前至12年级的课程。
- 普罗维登斯预备学院提供从幼儿园到11年级的课程，截至2015年，计划完成12年级的增年级。
- 圣玛丽天主教学校成立于1945年，提供从学前班到八年级的课程，每个年级有两个班。

### 高等教育
罗马有四所高等教育机构：贝里学院、佐治亚州西北技术学院、佐治亚州高地学院、肖特尔大学。

## 媒体

### 电影
- 2021年漫威宇宙系列电影黑寡妇在罗马当地取景。[35]
- 2022年电影鬼怪万圣节（Spirit Halloween：The Movie）
- 2023年恐怖电影你杀了我（You're Kiling me）80%的场景在当地的房屋中拍摄。[36]

### 电视剧
- 2014年，《如果爱你是错的》
- 2022年，《血缘》
- 2022-2025年，《怪奇物语》[37]

### 报纸
- 罗马新闻论坛报（英语：Roma News-Tribune）

## 交通

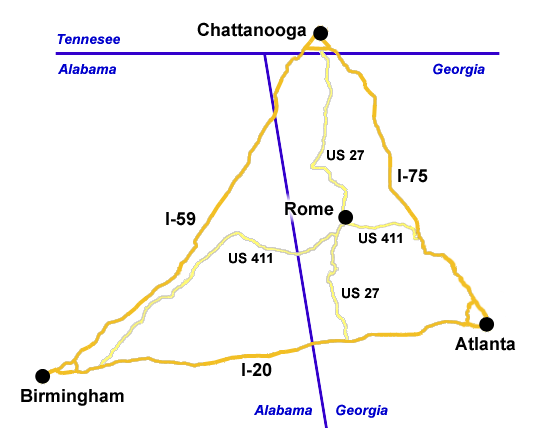
罗马周边道路

### 高速公路
- 美国27号国道
- 美国411号国道
- 佐治亚州20号州道
- 佐治亚州53号州道
- 佐治亚州100号州道
- 佐治亚州101号州道
- 佐治亚州293号州道
- 佐治亚州140号州道

### 铁路
直到1970年，南方铁路公司通过罗马的南方铁路站运营皇家棕榈号客运列车服务。进入20世纪60年代初，皇家棕榈号和彭斯·德莱昂号沿着辛辛那提-亚特兰大-杰克逊维尔的路线行驶。

## 著名人士
- 阿什利·迪亚蒙德（生于1978年），囚犯和LGBTQ权利活动家。
- 查尔斯·法希（1892-1979），美国讼务次长，海军十字勋章获得者。
- 约翰·彭伯顿（1831-1888），可口可乐的发明者
- 拉尔夫·普雷斯利（1930-2022），飞行员和政治家
- 玛·雷尼（1886–1939），蓝调歌手[39]
- 泰特·拉特利奇（约2004年），美式足球运动员
- 丹·里夫斯（生于1944年），美式足球运动员和主教练
- 里奇少校（约1771-1839年），切罗基酋长，新埃霍塔条约的共同签署人
- 约翰·罗斯（1790-1866），切罗基联盟的首席酋长
- 维克塔莉娅·萨克顿（生于1999年），WNBA球员
- 梅兰妮·萨姆纳（生于1963年），小说家和作家
- 约翰·托尔斯（1885-1955），美国海军上将和海军飞行员先驱
- 布奇·沃克（生于1969年），摇滚音乐家
- 妮娜·沃德（1885-1944），帮助创立卡拉马祖艺术学院的艺术家
- 斯坦德·瓦蒂（1806-1871），切罗基族领袖和邦联将军
- 欧内斯特·韦斯特（1867-1914），佐治亚理工学院第一位足球教练
- 考尔德·威林厄姆（1922-1995），编剧和小说家
- 爱伦·艾克森·威尔逊（1860-1914），美国第一夫人（1913-14），美国总统伍德罗·威尔逊的第一任妻子[40]。

## 扩展阅读
- Roger Aycock, All Roads to Rome, Georgia: W. H. Wolfe Associates, 1981. Amazon.com
- George Magruder Battey Jr., A History of Rome and Floyd County, Georgia 1540-1922, Georgia: Cherokee Publishing Company, 2000. Amazon.com
- Morrell Johnson Darko, The Rivers Meet: A History of African-Americans in Rome, Georgia, Darko, 2003. Amazon.com
- Jerry R. Desmond, Georgia's Rome: A Brief History, Charleston: The History Press, 2008. Amazon.com （页面存档备份，存于）
- Sesquicentennial Committee of the City of Rome, Rome and Floyd County: An Illustrated History, The Delmar Co 1986.Amazon.com
- Strong, Robert Hale. Halsey, Ashley , 编. . Chicago: Henry Regnery Company. 1961: 45–46. LCCN 61-10744. OCLC 1058411.
- Orlena M. Warner, When in Rome..., Georgia: Steven Warner, 1972. A collection of poems. Amazon.com